# Mark Owen
Mark Anthony Patrick Owen (Oldham, Lancashire, Inglaterra, 27 de enero de 1972) es un cantante y compositor británico. Es miembro de la banda de pop británico Take That. La banda fue un gran éxito durante los años 1990 y han disfrutado de su éxito aún más desde su reunión en 2005. Como artista en solitario, Mark Owen ha vendido más de 400 000 copias en todo el mundo y 80 millones con Take That.

## Inicios
Mark nació en la ciudad inglesa de Oldham, Mánchester. Vivía en una pequeña casa con su madre Mary, su padre Keith, su hermano pequeño Daniel y su hermana mayor Tracy. Su padre trabajó como decorador y posteriormente obtuvo empleo en una estación de policía. Su madre trabajaba como supervisora en una panadería de Oldham. Mark estudió en el Holy Rosary Primary School y en el St Augustine of Canterbury R.C. High School (ambos colegios católicos de Oldham). Participó en muchos shows musicales en la escuela, pero su verdadera pasión era el fútbol. Jugó para el Chadderton F.C. durante un breve período. También probó en las canteras del Manchester United, Huddersfield Town y Rochdale. Pero una lesión de rodilla hizo que su sueño de ser futbolista profesional se terminara.
Su primer trabajo fue en la boutique Zutti's, en Oldham. De allí pasó a trabajar a una sucursal de Barclays, que era donde trabajaba en el momento de la audición para Take That.

## Take That

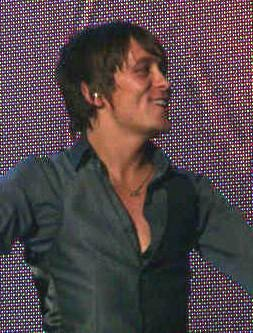
Mark Owen en The Beautiful World Tour en 2007

### Take That 1990-1996
Take That se formó en 1990 y durante su tiempo con el grupo Owen tuvo la voz principal en una canción por primera vez, cuando Gary Barlow compuso "Babe" porque quería que él la cantara. Fue lanzado en diciembre de 1993 del álbum Everything Changes. Alcanzó el número uno en el Reino Unido, pero fue derribado el primer lugar en Navidad por Mr. Blobby. También cantó la voz principal en "The Day After Tomorrow" de su tercer álbum, Nobody Else, que concluyó con las contribuciones vocales de Owen a la banda. Compuso en este mismo álbum junto a sus compañeros de grupo Gary Barlow y Robbie Williams los temas "Sure", "Every Guy" y "Sunday to Saturday".
A pesar de que Owen no era siempre la voz principal, era el miembro más popular del grupo, a causa de su buen aspecto juvenil y su comportamiento dulce, ganó premios con regularidad en los Smash Hit's como "El hombre más cálido del mundo" y "Mejor corte de cabello".

### Take That: 2005-presente
Mark fue completamente aclamado por la crítica en The Ultimate Tour, gira de regreso de Take That en 2006. Después de la gira, Universal propuso a la banda la creación de nuevo material, y poco tiempo después se lanzó un nuevo álbum de estudio titulado Beautiful World. Tres sencillos fueron promocionados en el Reino Unido: Patience (en 2006), Shine (en 2007), que alcanzaron el número uno en las listas, y I'd Wait for Life en junio de 2007, que se posicionó en el puesto 17. La banda se embarcó en The Beautiful World Tour a finales de 2007, que les llevó por toda Europa y que resultó ser otro éxito. Fue lanzado un DVD del concierto celebrado en el O2 Arena de Londres.
En 2008 se anunció que la banda estaba preparando el disco que seguiría a Beautiful World. El sencillo de presentación, Greatest Day, fue lanzado el 24 de noviembre de 2008. El álbum The Circus fue lanzado el 1 de diciembre de 2008. Además de una gran notoriedad compositiva de Mark en este álbum, Mark tiene voz principal en las canciones "Hello", "Julie", "Up All Night" y "Hold Up A Light", además de cantar extractos de "The Garden" y "Said It All".
El regreso de Take That ocurrió cuando la banda original se reunió de nuevo, y listo para enfrentar un nuevo y emocionante capítulo en la historia de Take That. Gary Barlow, Howard Donald, Jason Orange, Mark Owen y Robbie Williams habían estado ocupados en el estudio grabando un álbum, que se que lanzó el 6 de octubre de 2010. Álbum en el que Owen tiene la voz principal en "Kidz", "What Do You Want From Me" (con un significado especial para lo que estaba atravesando en una vida personal en ese instante); y líneas vocales en "SOS", "The Flood" y "Happy Now".

## Carrera en solitario: 1997-2005

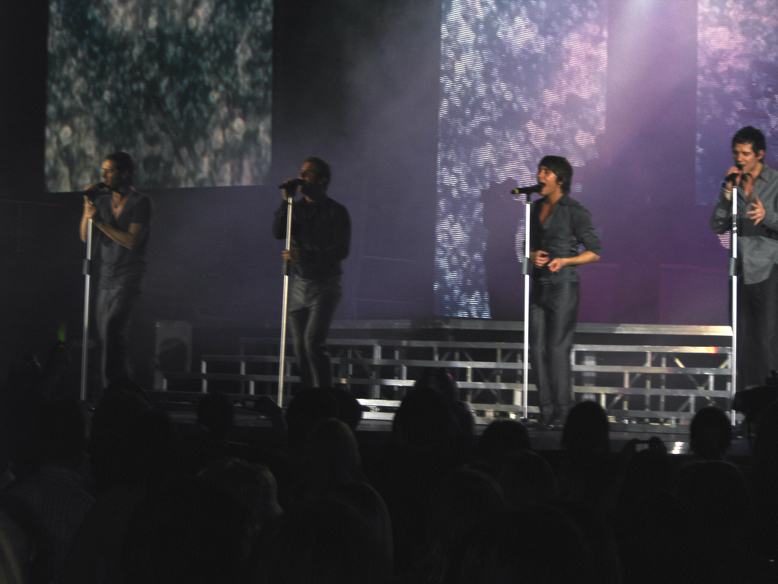
Take That actuando en Newcastle, Inglaterra.

### Green Man
Después de separación de Take That, Owen se convirtió en el segundo de los exmiembros de la banda para lanzar un disco en solitario. Alcanzó el número tres en el UK Singles Chart con su sencillo de debut, "Child". Su segundo sencillo, "Clementine", también llegó al número tres. En 1997, su álbum de Green Man fue lanzado a la venta, llegando al número 33. El segundo sencillo, "I Am What I Am", llegó al número 29. Pero Owen fue eliminado por BMG Records a finales de 1997.
El álbum fue relanzado en 2003, con el título revisado de "Green Man: Revisited". El álbum fue reeditado por el éxito de su segundo álbum de estudio, que fue lanzado a principios de año. El disco de oro y vendió más de 200.000 copias en el Reino Unido solamente. 
Owen ganó la segunda serie de Celebrity Big Brother en noviembre de 2002 con el 77% de los votos del público contra la presentador de televisión Les Dennis. Mark rompió en llanto porque pensaba que no tenía a fanes apoyándolo después de la separación de Take That.

### In Your Own Time
Después de haber sido invitado a actuar en el escenario con Robbie Williams en Knebworth, regresó a los escenarios y firmó un contrato con Island/Universal Records. En agosto de 2003, Owen regresó a las listas de éxitos con el Top 5 hit, "Four Minute Warning", (escrito en conjunto con su amigo Gary Barlow) que se mantuvo en el Top 40 durante ocho semanas. Su segundo álbum, In Your Own Time, fue lanzado en noviembre de 2003, entrando en las listas en el número 59. Después de un segundo sencillo, "Alone Without You", llegó al número 26. Owen fue despedido por Island/Universal Records.

### How The Mighty Fall
En abril de 2004 estableció su propia compañía discográfica, Sedna Records. Un informe en 2004, afirmó que Owen estaba buscando un trabajo, pero él simplemente dijo: "Hacer un trabajo con este, bien, no es barato. Estas son mis indulgencias. No tengo un Ferrari, tengo dos álbumes". Mark lanzó su tercer álbum en solitario, How The Mighty Fall en 2005, que fue grabado en los estudios Sunset, Los Ángeles en 2004. En febrero de 2006 publicó "Hail Mary" como sencillo del álbum.

### 2012
En marzo de 2012, según un informe de The Sun él está planeando relanzar algún material para su carrera en solitario. Una fuente dijo: "Mark ya ha avanzado de manera seria, ha elaborado un nuevo material en el estudio con los mejores escritores y está planificando más sesiones durante los próximos meses. Todos los muchachos están detrás de él, el éxito en su propio derecho y el suyo propio... escribir para él siempre ha sido una motivación enorme, así que es un hombre realmente feliz." Su nuevo álbum será titulado The Art of Doing Nothing (Español: El arte de hacer nada) y será lanzado el 10 de junio de 2013 por Polydor Records en el Reino Unido, siendo este el cuarto álbum de estudio en su carrera como solista fuera de su banda Take That.

### 2019
Vuelve de gira con su banda Take That, con motivo del 30 aniversario de la banda y del disco Odyssey; donde se reúnen los mayores éxitos de Take That.

## Vida personal
Casado con la actriz Emma Ferguson con quien tuvo tres hijos: Elwood Jack Owen (nacido en 2006), Willow Rose Owen (nacida en 2008), y Fox India Owen (nacida en 2012).

## Discografía

### Álbumes
- 1996 Green Man UK #33 (Oro en Reino Unido)
- 2003 In Your Own Time UK #59
- 2005 How the Mighty Fall UK #30 (Sello Independiente)
- 2013 The Art of Doing Nothing
- 2022 Land of Dreams

### Sencillos
| Año  | Título                  | Posición en Chart | Álbum               |
| Año  | Título                  | UK Singles Chart  | Álbum               |
| ---- | ----------------------- | ----------------- | ------------------- |
| 1996 | "Child"                 | 3                 | Green Man           |
| 1997 | "Clementine"            | 3                 | Green Man           |
| 1997 | "I Am What I Am"        | 29                | Green Man           |
| 2003 | "Four Minute Warning"   | 4                 | In Your Own Time    |
| 2003 | "Alone Without You"     | 26                | In Your Own Time    |
| 2004 | "Makin' Out"            | 30                | How the Mighty Fall |
| 2005 | "Believe In The Boogie" | 57                | How the Mighty Fall |
| 2006 | "Hail Mary"             | 103               | How the Mighty Fall |